# Dèlia Boix Huguet
Dèlia Boix Huguet (Horta de Sant Joan, 23 d'abril de 1940 - Tortosa, 2017), fou dibuixant, aquarel·lista i pintora.

## Biografia
Graduada en Arts Aplicades en l'especialitat de Gravat a l'Escola d'Arts Aplicades i Oficis Artístics de Barcelona, Dèlia Boix va aprendre l'especialitat de gravat i dibuix amb Benet Espuny i amb Roberto Escoda. Al llarg de la seva vida ha fet nombroses exposicions individuals i ha participat en més d'un centenar de col·lectives. Ha impartit classes de dibuix, gravat i pintura, i ha rebut diversos premis de caràcter internacional. Aprèn l'especialitat de gravat i dibuix amb el professor i pintor acadèmic de la Universitat de Barcelona, Benet Espuny i amb el professor de dibuix i procediments pictòrics, Doctor en belles Arts i exdirector de l'Escola d'Art de Tortosa, Roberto Escoda.
Dèlia Boix, crea i dirigeix el grup UNAE ‘Amigues de l'Art’ a Tortosa. Des de 1987 va impartir classes de dibuix, pintura i gravat, al 2003 il·lustra la novel·la de l'escriptora Bendi Suárez ‘El Joc de la veritat’ i participa a Barcelona, a la convocatòria dels Premis Institut Català de la Dona.
Al 2002 rep el IX Premi Internazionale di Arte Contemporaneo Europart. Galeria Il Ponte, Roma.
Al 2006 l'Accademia Internazionale Greci-Marino, Itàlia, l'anomena Acadèmia Associada.
Artista prolífica va estar capaç de plasmar en la seva obra els estats de la natura, dels objectes i dels cossos, amb una afectuosa mirada cap allò que l'envoltava.

## Exposicions
Des de l'inici de la seva trajectòria artística va realitzar nombroses exposicions i certàmens, destacant entre altres:
- Mini Print Internacional de Cadaqués amb exposicions per diverses capitals del país.
- 1r. Accèssit de Pintors Novells
- 1r Saló del Gravat de Tortosa
- Guia Artística. Ajuntament de Tortosa
- l'Art al Comerç
- Centenari de les Festes Modernistes en homenatge als artistes de tot el món a Sitges
- Saló de Primavera al Centre del Comerç de Tortosa
- 1r Accèssit del certamen de Valentí Montoliu a Sant Mateo (Castelló)
- Saló Sant Jordi (Associació d'Arts de Ponent de Lleida)
- XXVIII Saló Internacional Buixier-les-Mines (París)
- V Saló Internacional ACEAS, Barcelona.
- EuroAmerica Galleries Barcelona, New York, Miami. Lineart 99. Bèlgica
- Batik Internacional. Arte Sevilla. Feria de Arte Contemporaneo, 2000
- Certamen Internacional Remo Brindisi. Roma, Galeria d'Art Occhio, Setembre 2001
- Galeria d'Art Artitude, París, 2001
- Exposició 5è Aniversari J.C Art Gallery, 2001
- 5 Salon International du Petit Format. Paris
- Col·lectiva “Per un riu viu”, homenatge dels artistes de tota la conca de l'Ebre al Riu Ebre i els rius de la Mediterrània